# Койгуші
Койгуші (рос. Койгуши) — присілок Бокситогорського району Ленінградської області Росії. Входить до складу Радогощинського сільського поселення.
Населення — 1 особа (2012 рік). 